# Meliton Kantaria

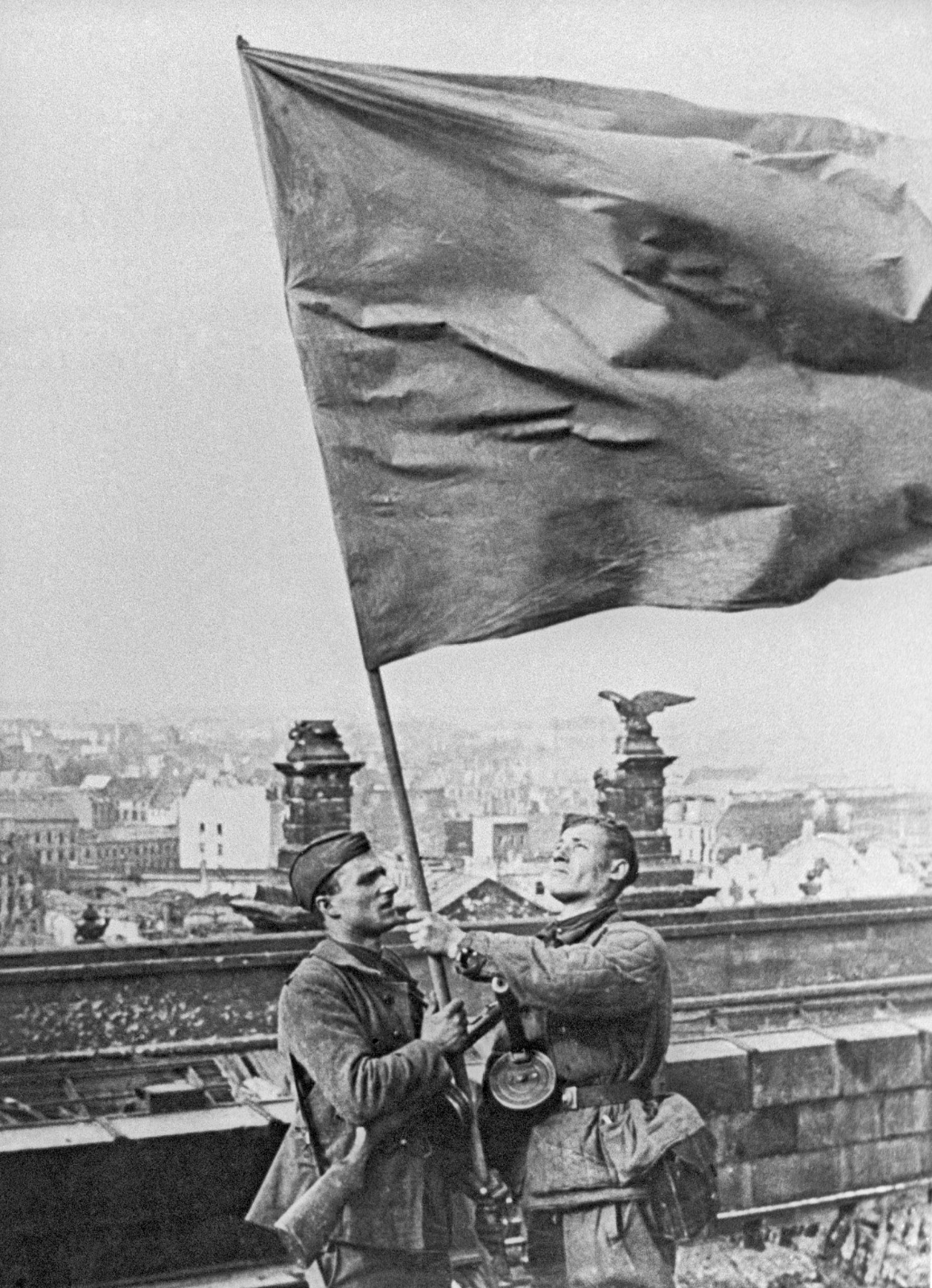
Kantaria (l) en Jegorov op de Rijksdag

Meliton Kantaria (Georgisch: მელიტონ ვარლამის ძე ქანთარია, Meliton Varlamis Dze Kantaria, Russisch: Мелито́н Варла́мович Канта́рия, Meliton Varlamovitsj Kantaria) (Dzjvari, 5 oktober 1920 - Moskou, 26 december 1993) was een Sovjet-Georgische soldaat, die op 2 mei 1945 de Sovjetvlag op de Rijksdag plaatste. De van die gebeurtenis gemaakte foto werd wereldberoemd.
De oorspronkelijke hijser van de vlag was soldaat Michail Petrovitsj Minin (Russisch: Михаил Петрович Минин). Hij stierf op 10 januari 2008 op 85-jarige leeftijd en was een Rus. Op 30 april, kort voor 23.00 uur, hees Michail Minin een rode doek op het dak van de Rijksdag. Hier bestaat geen foto van. 
Stalin was daar niet tevreden over. Hij wilde dat een echte Sovjetvlag op de Rijksdag zou wapperen. Hij beval daarom op 1 of 2 mei onder het oog van de camera's een Sovjetvlag op het gebouw te hijsen. Soldaat Minin kreeg niet de eer daarbij te poseren; die werd gegund aan sergeanten Meliton Kantaria en Michail Jegorov. Minin raakte in de vergetelheid. Wel bestaat er in Rusland nog een schilderij waarop hij samen met zijn kameraden de rode doek hijst op de Rijksdag.
De personen op de wereldberoemde foto zijn:
- Sergeant Meliton Varlamovitsj Kantaria (Russisch: Мелитон Варламович Кантария, Georgisch: მელიტონ ქანთარია), overleden  op 27 december 1993 in Moskou. Hij was geen Rus, maar bezat (net als Stalin) de Georgische nationaliteit.
- Sergeant Michail Aleksejevitsj Jegorov, (Russisch: Михаил Алексеевич Егоров) was wel een Rus, maar over hem is veel minder bekend. Hij hielp Meliton Kantaria bij het hijsen van de (echte) Sovjetvlag op de Rijksdag op 2 mei 1945.
- Luitenant Aleksej Prokopovitsj Berest (Oekraïens: Олексій Прокопович Берест) (de middelste) behoorde, evenals als Kantaria en Jerogov, tot het 756e regiment van de 150e schuttersdivisie. Hij stierf op 3 november 1970. Hij was van oorsprong een Oekraïner.

De fotograaf was Jevgeni Chaldej.